# 비아고등학교
비아고등학교(飛鴉高等學校)는 대한민국 광주광역시 광산구 월계동에 있는 사립 고등학교이다.

## 학교 연혁
- 1950년 4월 28일 : 재단법인 무양서원 설립인가
- 1951년 6월 12일 : 무양중학교 개교인가
- 1964년 2월 28일 : 학교법인 무양서원으로 조직 변경
- 1992년 11월 28일 : 비아중학교로 교명 변경
- 2014년 7월 27일 : 제10대 최성희 이사장 취임
- 2019년 9월 10일 : 비아고등학교 남녀공학 24학급 인가
- 2020년 3월 1일 : 비아고등학교 개교
- 2022년 3월 1일 : 제26대 기형훈 교장 취임
- 2023년 1월 18일 : 제1회 비아고등학교 졸업식(남학생 115명, 여학생 114명 계 229명)
- 2024년 12월 26일 : 제3회 비아고등학교 졸업식(남학생 109명, 여학생 128명 계 237명)
- 2025년 3월 4일 : 9학급 268명 입학(남학생 114명, 여학생 154명)

## 참고 자료
- 비아고등학교 - 한국교육학술정보원 학교알리미